# Rosskopf (Alpes carniques)
Pour les articles homonymes, voir Rosskopf.
Le Rosskopf, en allemand Roßkopf, est une montagne d'Autriche située dans les Alpes carniques.